# Léo Paulista
Léo Paulista, właśc. Leopoldo Roberto Markovsky (ur. 29 sierpnia 1983 w São Paulo) – brazylijski piłkarz występujący na pozycji pomocnika lub napastnika.

## Kariera klubowa
Karierę zaczynał w SE Palmeiras – drużynie z rodzinnego miasta São Paulo. W 2002 roku przeniósł się do japońskiego klubu Yokohama F. Marinos, by po roku gry wrócić do swojego macierzystego klubu. W 2004 roku reprezentował on barwy Londrina EC. Kolejne dwa sezony rozegrał ponownie dla SE Palmeiras. Wiosną zgłosił się po niego CA Juventus. Do transferu dochodzi, jednak po półrocznej grze zmienił on drużynę na CRB Maceió, a w 2008 roku pracodawcą piłkarza zostało CA Bragantino.
W czerwcu 2008 roku Brazylijczyk przyjechał na testy do Górnika Zabrze. Parę dni później rozegrał w nim swoje debiutanckie spotkanie. 22 czerwca w towarzyskim spotkaniu z Concordią Knurów, Léo zmienił w 46. minucie meczu Przemysława Pitrego, a w 71. i 84. minucie pokonał bramkarza gospodarzy Pawła Zarzyckiego.
Podczas letnich przygotowań Léo Paulista rozegrał jeszcze trzy spotkania pod wodzą trenera Ryszarda Wieczorka, w których dwukrotnie ustalił wynik meczu zdobywając bramkę. Najpierw w meczu z Amkarem Perm (2:0), potem z Kmitą Zabierzów (1:0). Skuteczność, jaką prezentował wywarła pozytywne wrażenie na władzach zabrzańskiego klubu, więc podpisano z nim dwuletni kontrakt (3 lipca 2008) z opcją dalszego przedłużenia, lecz rozwiązano go po pół roku. Duże znaczenie miała też zmiana trenera Górnika Zabrze na Henryka Kasperczaka który nie widział dla Léo miejsca w składzie.